# Elaphrus cicatricosus
Elaphrus cicatricosus är en skalbaggsart som beskrevs av Leconte 1848. Elaphrus cicatricosus ingår i släktet Elaphrus och familjen jordlöpare. Inga underarter finns listade i Catalogue of Life.

## Bildgalleri

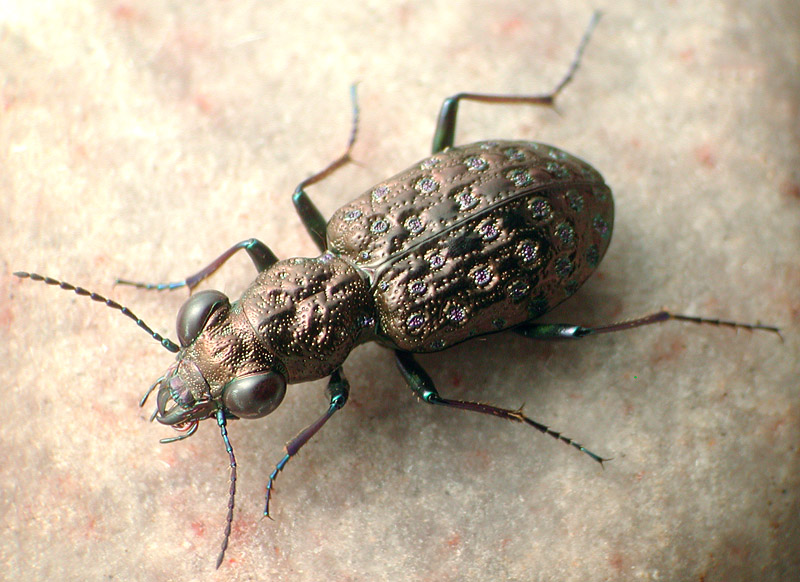